# Європейський комісар з економіки
Європейський комісар з економіки — член Європейської комісії. Чинним є Паоло Джентілоні (з 1 грудня 2019).
З 2014 до 2019 року посада називалась як Комісар з економічних та фінансових питань, оподаткування та митниці. До 2014 року посада називалась Комісар з питань оподаткування та Митного союзу, аудиту та боротьби з шахрайством та була розділеною до 2010 року, аудит перебував під контролем Комісара з адміністративних справ. Пост скасували 2014 року, коли Комісія Юнкера об’єднала цю посаду з посадою з економічних та фінансових питань.
Посада відповідальна за Митний союз та податкову політику.

## Список комісарів
|   | Ім'я             | Країна          | Період    | Комісія                     |
| - | ---------------- | --------------- | --------- | --------------------------- |
| 1 | Фріц Болкестейн  | Нідерланди      | 1999–2004 | Комісія Проді (Податки)     |
| 2 | Ніл Кіннок       | Велика Британія | 1999–2004 | Комісія Проді (Аудит)       |
| 3 | Ласло Ковач      | Угорщина        | 2004–2010 | Комісія Баррозу I (Податки) |
| 4 | Сіім Каллас      | Естонія         | 2004–2010 | Комісія Баррозу I (Аудит)   |
| 5 | Альгірдас Шемета | Литва           | 2010-2014 | Комісія Баррозу II          |
| 6 | П'єр Московісі   | Франція         | 2014—2019 | Комісія Юнкера              |
| 7 | Паоло Джентілоні | Італія          | 2019—2024 | Комісія фон дер Ляєн        |